# Radio Galaxy
Radio Galaxy ist ein in Bayern, Sachsen und Teilen Hessens empfangbarer privater Hörfunksender mit Sitz in Nürnberg.  Das Programm richtet sich nach dem „Young-CHR“-Format aus vor meist aktuellem Pop, Black, Hip-Hop, Dance und House vor allem an 14- bis 26-Jährige.
Betrieben wird Radio Galaxy von der „Digitale Rundfunk Bayern GmbH & Co. KG“, programmbeauftragt ist die „Funkhaus Nürnberg Studiobetriebs-GmbH“.

## Geschichte
Das Programm Radio Galaxy ging im Januar 2000 zunächst als reines DAB- bzw. Kabelprogramm bayernweit auf Sendung. Seit Dezember 2000 war Radio Galaxy in Aschaffenburg lokal auch über UKW zu empfangen (91,6 MHz). Es folgten weitere 11 lokale Standorte, die inzwischen einen Großteil der bayerischen Städte per UKW versorgen. Ausgenommen sind hierbei die bayerischen Ballungsräume München, Nürnberg, Augsburg, Regensburg und Würzburg. Hier hatten sich zum Programmstart von Radio Galaxy auf weiteren verfügbaren UKW-Frequenzen bereits eigenständige Jugendformate etabliert. Zum 1. August 2012 wurde über die DAB-Sender der MUSICAM-Audiocodec durch HE-AAC v2 („DAB+“) ersetzt.
Ursprünglich war via DAB bayernweit das Rahmenprogramm von Radio Galaxy zu hören, die lokalen Ableger aber nicht. Mit Aufschaltung der lokalen Ableger auf DAB+ in den bayerischen Regionalmuxen wurde das Rahmenprogramm nicht mehr bayerweit verbreitet. In den Ballungsräumen von Augsburg und München entstand dadurch zunächst eine Galaxy-Lücke, die man dort dann aber mit der Aufschaltung der bayernweiten Version, welche dem alten Mantelprogramm entspricht, wieder kompensierte. Das Mantelprogramm darf aber keine lokalen Inhalte für Augsburg oder München enthalten.
In den Ballungsräumen von Würzburg, Nürnberg und Regensburg wurden keine lokalen Radio Galaxy-Ableger zugelassen. Da in diesem Gebieten die lokalen Radio Galaxy-Ableger der Nachbarregionen Aschaffenburg, Ansbach und Weiden/Amberg verbreitet werden, war keine Aufschaltung des Mantelprogramms für diese Städte notwendig.
Seit Juli 2016 senden die vormals eigenständigen Lokalsender Bamberg, Coburg, Hof und Kulmbach im Verbund als „Radio Galaxy Oberfranken“ aus Bamberg, die regionalen Studios wurden aufgegeben. Seit Januar 2017 gehört auch die Lokalstation Bayreuth zum genannten Verbund.
Am 6. Dezember 2021 bekam Radio Galaxy ein neues Sounddesign. Dieses wurde größtenteils von Hit Radio N1 übernommen.
Nachdem das Allgäuer Lokalradio RSA Radio mit dem 1. Januar 2025 seinen Sendebetrieb beendete, übertrug die BLM die Sendelizenz des ehemaligen lokalen Ablegers Radio Galaxy Allgäu auf den Mantelprogrammveranstalter Radio Galaxy (Funkhaus Nürnberg).

## Programm
Das 24-Stunden-Mantelprogramm von Radio Galaxy sowie eine Reihe von Programmschienen am Wochenende werden seit 6. Dezember 2021 im Funkhaus Nürnberg produziert. Zuvor erfolgte die Produktion des Mantelprogramms im Funkhaus Regensburg.
Zahlreiche lokale Sendeelemente (unter anderem Verkehrs- und Wettermeldungen, Liveübertragung, Werbung sowie Veranstaltungstipps) werden in das Mantelprogramm (produziert vom Funkhaus Nürnberg) eingebunden und an den elf jeweiligen UKW- bzw. DAB+-Standorten regionalisiert ausgestrahlt.
Der aktuelle Claim des Senders heißt „Die besten aktuellen Hits“, der zum Sendestart „Music strikes back“. Das Sendeformat ist Hot-AC, die Musikrotation besteht überwiegend aus aktuellen Songs der internationalen und deutschen Charts. Dazu gibt es täglich Meldungen aus dem Boulevardbereich und aus dem Musikgeschäft.
Anfang 2011 warb der Standort Radio Galaxy Aschaffenburg mit einem Gewinnspiel um eine Sterbeversicherung: Hörer sollten das „coolste“ letzte Wort verfassen. Der Bundesverband Deutscher Bestatter klagte dagegen wegen unlauteren Wettbewerbs.
Die bis 2012 ausgestrahlte Comedy-Serie Daily Hubert wurde für den Deutschen Radiopreis 2011 in der Kategorie „Beste Comedy“ nominiert.
Am 6. Dezember 2021 bekam der Sender ein neues Sounddesign. Dieses wurde größtenteils von Hit Radio N1 übernommen und auch das Programm wurde angepasst. Die Sendungen von Hit Radio N1 hört man nun auch auf allen Lokalsendern. Die Nachrichten sind für ganz Bayern angepasst. Im Anschluss folgen Lokalnachrichten sowie die Verkehrsnachrichten. Bei Radio Galaxy Bayern, welches im DAB+-Mux 9C Augsburg und 11C München gesendet wird, hat man im Vergleich zu den Lokalsendern keine Blitzermeldungen.
Zu den wichtigsten Sendungen gehören die Morningshow Sara & Mark am Morgen und am Donnerstag Abend die Call-in-Sendung „gutefrage - deine Talkshow!“, in die Zuhörer live geschaltet werden.

## Vermarktung
Seit 2003 läuft die nationale Vermarktung der bayerischen Jugendradiomarke über Studio Gong aus Nürnberg. Die regionale Vermarktung wird von den einzelnen Lokalradios übernommen. Bis 2003 wurde Radio Galaxy überregional von der SpotCom GmbH & Co. KG, München vermarktet.

## Verbreitung
Radio Galaxy kann in vielen bayerischen Städten über UKW empfangen werden und wird zudem in verschiedenen Regionen Bayerns über DAB+ ausgestrahlt. Darüber hinaus wird Radio Galaxy auch in die Kabelnetze zahlreicher Ballungszentren Bayerns digital eingespeist. Auf der Website des Senders werden Live-Streams angeboten.
In Hochfranken ist Radio Galaxy seit 29. November 2017 per DAB+ empfangbar, die analogen Frequenzen UKW 94,0 MHz in Hof (Saale), UKW 97,3 MHz in Wunsiedel, UKW 98,1 MHz in Münchberg, UKW 96,5 MHz in Naila und UKW 93,4 MHz in Selb gingen an den Mitbewerber extra-radio aus Hof.
In Sachsen ist Radio Galaxy seit 31. August 2023 landesweit per DAB+ zu hören.

## Lokale Programme
- Amberg/Weiden (UKW 105,5 MHz in Amberg und UKW 89,8 MHz in Weiden + DAB+ 6C in Oberpfalz)
- Ansbach (UKW 105,8 MHz + DAB+ 8C in Mittelfranken)
- Aschaffenburg (UKW 91,6 MHz in Aschaffenburg, UKW 100,8 MHz in Miltenberg, UKW 103,6 MHz in Alzenau + DAB+ 10A in Unterfranken)
- Oberfranken mit Sitz in Bamberg (UKW 104,7 MHz in Bamberg, UKW 92,7 MHz in Bayreuth, UKW 90,4 MHz in Coburg, UKW 98,9 MHz in Kulmbach + DAB+ 10B in Oberfranken)
- Landshut (UKW 99,8 MHz + DAB+ 7D in Niederbayern)
- Ingolstadt (UKW 107,9 MHz + DAB+ 6A in Ingolstadt)
- Passau/Deggendorf (UKW 91,7 MHz/89,9 MHz + DAB+ 7D in Niederbayern)
- Rosenheim (UKW 106,6 MHz + DAB+ 7A im Voralpenland)
- Allgäu (DAB+ 8B im Allgäu, bis Sept. 2022 UKW 88,1 MHz Kempten/Zentralhaus)
- Sachsen (DAB+ 12A)

Das Programm wird lediglich an fünf Wochentagen für je dreistündige Fensterprogramme auseinandergeschaltet und wird ansonsten aus dem Funkhaus Nürnberg zugeliefert.

## Gesellschafter
des Mantelprogramms sind
- m.b.t. Mediengesellschaft der bayerischen Tageszeitungen für Kabelkommunikation mbH & Co. - Radio 2000 KG (15,8 %)
- Studio Gong GmbH & Co. Studiobetriebs KG (15,8 %)
- Die Neue Welle Rundfunkverwaltungsgesellschaft mbH & Co. KG (15,8 %)
- Gemeinschaft Digitaler Radioprogramme GmbH (12 %)
- Antenne Bayern GmbH & Co. KG (10,53 %)
- Burda Broadcast Media GmbH & Co. KG (10,53 %)
- Funkhaus Nürnberg Studiobetriebsgesellschaft mbH (5,71 %)
- Funkhaus Regensburg GmbH & Co. Studiobetriebs KG (5,26 %)
- Funkhaus Aschaffenburg GmbH & Co. Studiobetriebs KG (5 %)
- Funkhaus Würzburg Studiobetriebs GmbH (3,57 %)

Die Gesellschafter der einzelnen lokalen Programmanbieter variieren.

## Radio Galaxy Award
Der Radio Galaxy Award wird seit 2001 an Newcomer in der Musikbranche verliehen. Diese haben bereits in der deutschen Öffentlichkeit einen gewissen Bekanntheitsgrad, stehen aber noch am Anfang ihrer künstlerischen Karriere. Favorisiert werden hier Bands und Sänger(innen) aus Bayern. Die Verleihung findet anlässlich der Internationalen Lokalrundfunktage in Nürnberg statt.

### Preisträger
- 2001: Sportfreunde Stiller (Germering)
- 2002: Groove Coverage (Landshut)
- 2003: Samajona (Berlin)
- 2004: Elli Erl (Geiselhöring)
- 2005: Zoè (Penzberg/Nürnberg)
- 2006: Killerpilze (Dillingen an der Donau)
- 2007: Fertig, Los! (München)
- 2008: Stefanie Heinzmann (Visp-Eyholz)
- 2009: Aloha from Hell (Aschaffenburg)
- 2010: Sternblut (Ebenhofen)
- 2011: Frida Gold (Hattingen)
- 2012: Glasperlenspiel (Stockach)
- 2013: Sam (Ochsenhausen)
- 2014: DJane Housekat (Ingolstadt)
- 2015: Philipp Dittberner (Berlin)
- 2016: Max Giesinger (Waldbronn)
- 2017: Lions Head
- 2018: Nico Santos
- 2019: Matt Simons
- 2020: Keine Vergabe
- 2021: Leony (Chammünster)
- 2022: ClockClock (Mannheim)
- 2023: Kamrad (Velbert)
- 2024: Ásdís